# 안남초등학교 (충북)
안남초등학교는 대한민국 충청북도 옥천군 안남면 연주리에 있는 공립 초등학교이다.

## 학교 연혁
- 1934년 4월 22일 안남공립보통학교(4년제) 개교
- 1937년 6월 22일 6년제 연장 인가
- 1938년 4월 1일 안남공립심상소학교로 개칭
- 1941년 4월 1일 안남공립국민학교로 개칭
- 1969년 3월 1일 삼화국민학교 분리
- 1981년 3월 10일 병설유치원 개원
- 1996년 3월 1일 안남초등학교로 개칭
- 1999년 3월 1일 삼화초등학교 통폐합
- 2013년 3월 1일 제30대 김한모 교장 부임
- 2014년 2월 17일 다목적교실 안남관 준공
- 2016년 2월 19일 제80회 졸업(총 졸업생 5,067명)
- 2017년 3월 1일 제31대 김상국 교장 부임
- 2018년 2월 13일 제82회 졸업(총 졸업생 5,080명)

## 참고 자료
- 안남초등학교 - 한국교육학술정보원 학교알리미